# József Háda
József Háda (né le 2 mars 1911 à Budapest en Autriche-Hongrie et mort le 11 janvier 1994 dans la même ville) était un footballeur international hongrois, qui jouait au poste de gardien de but.

## Biographie
Il joue en tout 138 matchs entre 1930 et 1939 au Ferencváros TC.
Il participe à la coupe du monde 1934 et à la coupe du monde 1938 avec l'équipe de Hongrie de football.